# Pedegua
Pedegua es una localidad chilena de la comuna de Petorca, Región de Valparaíso. Se ubica en la intersección de las rutas E35 y E325, a 14 km al suroeste de Petorca.